# Marion (Kentucky)
Marion is een plaats (city) in de Amerikaanse staat Kentucky, en valt bestuurlijk gezien onder Crittenden County.

## Demografie
Bij de volkstelling in 2000 werd het aantal inwoners vastgesteld op 3196.
In 2006 is het aantal inwoners door het United States Census Bureau geschat op 3049, een daling van 147 (-4,6%).

## Geografie
Volgens het United States Census Bureau beslaat de plaats een oppervlakte van
8,5 km², geheel bestaande uit land. Marion ligt op ongeveer 195 m boven zeeniveau.

## Plaatsen in de nabije omgeving
De onderstaande figuur toont nabijgelegen plaatsen in een straal van 24 km rond Marion.